# Prosopocera octomaculata
Prosopocera octomaculata är en skalbaggsart. Prosopocera octomaculata ingår i släktet Prosopocera och familjen långhorningar.

## Underarter
Arten delas in i följande underarter:
- P. o. octomaculata
- P. o. albogrisea
- P. o. jacksoni
- P. o. sublutea